# Tjalk
 (septembre 2015).
Si vous disposez d'ouvrages ou d'articles de référence ou si vous connaissez des sites web de qualité traitant du thème abordé ici, merci de compléter l'article en donnant les références utiles à sa vérifiabilité et en les liant à la section « Notes et références ».

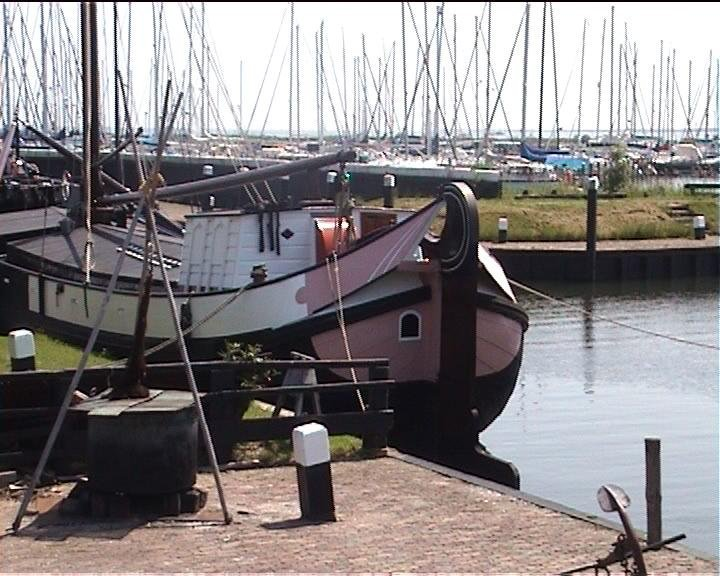
Le hektjalk de Vier Gebroeders

Le tjalk est un bateau hollandais, qui, aux XVIIIe et XIXe siècles,  
était utilisé pour le transport  fluvial ou maritime entre la Baltique, le nord de la France et l'Angleterre, et est aujourd'hui voué à la plaisance. Voiliers à l'origine, les tjalks ont, pour la plupart, été convertis en cargos à moteur pour augmenter leur charge utile. Ceux qui subsistent sont utilisés comme logement ou pour la plaisance.

## Formes et usages

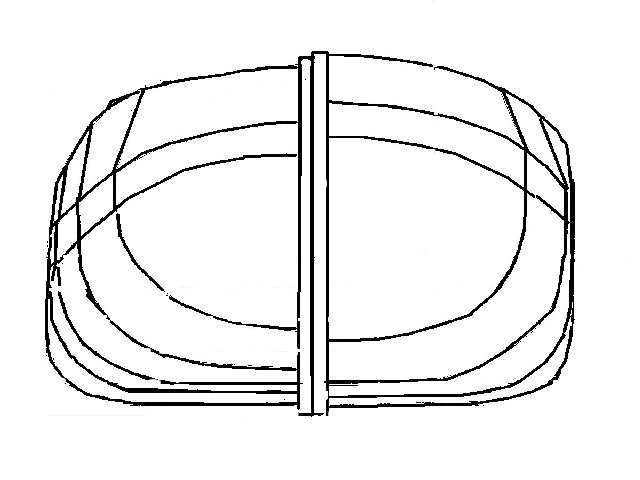
Plan de forme du tjalk

La longueur d'un tjalk est de 8 à 30 m, sa structure est étroite et peu profonde. Ses formes très arrondies à l'avant et à l'arrière, le rendent très reconnaissable parmi les péniche. À quelques exceptions près, il est muni de voiles auriques, et de deux dérives latérales, caractéristiques des péniches hollandaises. 
Sur les tjalks utilisés aujourd'hui comme logement, l'appartement est souvent l'ancienne cale. 
Parmi les tjalks construits ou restaurés ces dernières décennies, beaucoup sont affrétés pour le loisir, plaisance ou croisières, notamment en Groningue, en Frise, ou sur les lacs d'IJssel et de Marken.

## Types connus de tjalks
- Beurttjalk : utilisé pour le fret
- Boltjalk
- Dektjalk
- Tjalk de Frise (Friese tjalk)
- Tjalk de Groningue (Groninger tjalk)
- Hektjalk
- Tjalk de Hollande (Hollandse tjalk)
- Tjalk de l'IJssel (IJsseltjalk)
- Koftjalk
- Tjalk de la mer Baltique (Oostzeetjalk)
- Paviljoentjalk : tjalk ayant un pont arrière surélevé, qui était souvent le lieu de vie des bateliers. Ces navires ont été surtout construits dans la province de Hollande-Méridionale
- Skûte
- Skûtsje (mot frison pour bateau)
- Tjalk de Hollande-Méridionale (Zuid-Hollandse tjalk)